# Cầu Bến Rừng
Cầu Bến Rừng là một cây cầu bắc qua sông Đá Bạc, nối hai tỉnh thành Hải Phòng và Quảng Ninh.
Cầu được xây dựng tại vị trí nằm cách phà Rừng hiện tại khoảng 3,7 km về phía thượng lưu, kết nối thành phố Thủy Nguyên, thành phố Hải Phòng với thị xã Quảng Yên, tỉnh Quảng Ninh. Theo thiết kế, cầu Bến Rừng có chiều dài 1.865,3 m, trong đó cầu chính dầm liên tục bê tông cốt thép dự ứng lực. Mặt cầu rộng 21,5 m, gồm 4 làn xe cơ giới và 2 làn xe hỗn hợp; vận tốc thiết kế cầu chính 80 km/h.
Công trình có tổng mức đầu tư gần 1.941 tỷ đồng, trong đó 1.100 tỷ đồng từ nguồn ngân sách Trung ương, được khởi công xây dựng vào ngày 13 tháng 5 năm 2022 và chính thức khánh thành vào ngày 17 tháng 7 năm 2024.